# Пионер (Аксубаевский район)
Пионер (тат. Пионер) — посёлок в Аксубаевском районе республики Татарстан. Входит в состав Мюдовского сельского поселения.

## География
Посёлок находится в 28 километрах к югу от Аксубаево, расположен в верховье реки Пономарь
Пионер находится в часовой зоне МСК (московское время). Смещение применяемого времени относительно UTC составляет +3:00.

## История
Основан в 1930-х годах как отделение совхоза «МЮД».
С момента основания находился в Тельманском, с 16 июля 1958 года — в Аксубаевском, с 1 февраля 1963 года — в Октябрьском, с 12 января 1965 года — в Аксубаевском районах.

## Население
По состоянию на 2014 год в посёлке проживало 165 человек.